# Alexandre Bengué
Pour les articles homonymes, voir Bengue.
Pas d'image ? Cliquez ici
Alexandre Bengué, né le 22 décembre 1975 à Lourdes, est un pilote de rallye français. Il a remporté le championnat de France des rallyes en 2003 avec sa copilote Caroline Escudero.

## Biographie
En 1998, Alexandre Bangué commence sa carrière de pilote par les sélections Rallye Jeunes organisées par la Fédération française du sport automobile (FFSA) et il remporte le Volant Rallye Jeunes sans avoir participé à une seule compétition automobile auparavant. En 1999, il participe au « Volant 106 » et termine neuvième et premier débutant. L’année 1999 marque également ses débuts au niveau mondial à l’occasion de la manche française du Championnat WRC, le Tour de Corse. Cette première participation se solde par un abandon.
L’année suivante, il dispute à nouveau le « Volant 106 » et termine 4e au classement général. C’est au terme de la saison 2000 que la Fédération française du sport automobile (FFSA) l’intègre au sein de l’Équipe de France Rallyes et la presse spécialisée lui attribue le titre « Espoir de l’année »[réf. nécessaire].
L'année 2001 marque ses débuts en formule de promotion. Remarqué en milieu de saison, Alexandre Bengué bénéficie d’une Peugeot 206 Super 1600 au Rallye des Cévennes et termine à la troisième place de sa catégorie pour sa première course disputée en dehors des formules de promotion. Dans la foulée, il participe au Rallye du Var sur une kit-car et réalise son premier temps scratch en Championnat de France des Rallyes.
En 2002, après avoir intégré le team BSA, Bengué dispute cinq manches du Championnat de France et décroche - pour sa deuxième course avec la Peugeot 206 WRC - la première victoire de sa carrière à l’occasion du Rallye de la Sainte-Baume. Sa saison 2002 se solde par une place de vice-champion de France des Rallyes.
2003 sera l’année du succès pour Alexandre Bengué ainsi que pour son team (BSA), qui se voit couronné du titre de Champion de France des Rallyes Asphalte. Le Français, au volant d’une Peugeot 206 WRC dotée des évolutions « client » version 2000, prend part à six manches du championnat et décroche quatre victoires consécutives (Vins de Mâcon, Montagne Noire, Mont-Blanc et La Rochelle). En parallèle de sa participation au Championnat de France, il dispute pour la troisième année consécutive le Tour de Corse. Après avoir occupé la 9e place du classement général au terme de la première étape et décroché un quatrième meilleur temps dans la cinquième épreuve spéciale, il est contraint à l’abandon.
Au volant de la dernière évolution d’une Peugeot 206 WRC version 2003 préparé par BSA, Alexandre Bengué participe en 2004 au Championnat de France des Rallyes. Face à Stéphane Sarrazin, le pilote Peugeot termine à égalité de points mais est vainqueur de quatre manches contre trois pour Sarrazin. Alexandre Bengué décroche seulement le titre de Vice-Champion de France des Rallyes. Deux manches du Championnat mondial sont également inscrites à son calendrier 2004 : le Rallye d'Allemagne qu’il termine à la dixième place du classement général et le Tour de Corse où il est, à nouveau, contraint à l’abandon alors qu’il occupe la 8e place du classement provisoire.
La saison 2005 marque son entrée au sein d’une équipe d’usine en Championnat du Monde des Rallyes. Sous les couleurs de Skoda Motorsport, Alexandre Bengué dispute l’intégralité des manches Asphalte du championnat 2005 au volant de la Fabia WRC. En  2006, il est contraint de trouver une écurie privée pour disputer le championnat du monde à la suite du retrait de Skoda. Au volant d'un Peugeot 307 WRC de l'équipe privée BSA, il parvient à terminer 4e au rallye de Catalogne, puis 5e du Tour de Corse, devant bon nombre de pilotes officiels.

## Vie privée
Alexandre Bengué vit à Cauterets, une station de ski des Hautes-Pyrénées.

## Palmarès
- 1998 : Remporte le Volant Rallye Jeunes ;
- 1999 : Volant Peugeot 106, 9e au général, meilleur débutant ;
- 2000 : Volant Peugeot 106, 4e au général.

- 2001 :
  - Volant Peugeot 106 ;
  - Rallye des Cévennes, 3e en Super 1600 ;
  - Rallye du Var, 1 scratch.
- 2002 : Championnat de France des Rallyes (Peugeot 206 WRC/TEAM BSA)
  - Participe à 5 manches ;
  - Vainqueur du Rallye de la Sainte Baume[C 1] ;
  - 2e du Championnat des rallyes Asphalte[C 2].

- 2003 :
  - Championnat de France des Rallyes (Peugeot 206 WRC/TEAM BSA) :
    - Vainqueur du Rallye des Vins-Mâcon[C 3] ;
    - Vainqueur à la Montagne Noire[C 4] ;
    - Vainqueur au Mont Blanc[C 5] ;
    - Vainqueur à La Rochelle[C 6] ;
    - Champion de France des Rallyes 2003[C 7].

  - Championnat du Monde des Rallyes (Peugeot 206 WRC/TEAM BSA) :
    - Abandon au Tour de Corse[C 8].

- 2004 :
  - Championnat de France des Rallyes (Peugeot 206 WRC/TEAM BSA) :
    - Vainqueur au Rallye Lyon-Charbonnières[C 9] ;
    - Vainqueur au Rallye Région Limousin[C 10] ;
    - Vainqueur au Critérium des Cévennes[C 11] ;
    - Vainqueur au Rallye du Var[C 12].
    - 2e du Championnat de France[C 13].

  - Championnat du Monde des Rallyes (Peugeot 206 WRC/TEAM BSA, équipe FFSA) :
    - 10e en Allemagne ;
    - Abandons au Rallye Monte-Carlo, au rallye de Finlande et au Tour de Corse.

- 2005 :
  - Championnat du Monde des Rallyes (Skoda Fabia WRC) :
    - 9e au Rallye Monte-Carlo ;
    - 6e au Tour de Corse[C 14] ;
    - Abandons au Rallye d'Allemagne et au Rallye de Catalogne.
    - 21e du Championnat du Monde des Rallyes.

- 2006 :
  - Championnat du Monde des Rallyes (Peugeot 307 WRC, Team BSA) :
    - 4e du rallye de Catalogne ;
    - 5e du Tour de Corse.

  - Ouvre le Critérium des Cévennes 2006 avec la nouvelle Porsche 997 GT3 de Méca Performance.

- 2008 :
  - Championnat de France des Rallyes (Peugeot 307 WRC, Combronde Compétition) :
    - Vainqueur au rallye du Limousin ;
    - Vainqueur au rallye du Rouergue.